# 森の国ホテル
森の国ホテル（もりのくにホテル）は、愛媛県北宇和郡松野町にあるホテル。足摺宇和海国立公園の滑床渓谷に立地している。

## 概要
1991年に開業。上高地の帝国ホテル風の外観や直径50cmを超すスギ丸太の柱と暖炉のあるラウンジ、本格的なフランス料理を手頃な価格で提供するサービスなどの本物志向が新鮮なものとして受け入れられ、マスコミ等にも頻繁に取り上げられ人気を得た。従来、市町村が運営する宿泊施設は国民宿舎等の和風の施設が中心であったが、「森の国ホテル」以後は、ホテル形式の施設建設が相次いだ。
以前は、第三セクターの財団法人松野町観光公社（2012年7月31日清算・解散）が管理・運営を行っていたが指定管理者制度を導入。2012年3月まではJR四国グループのジェイアール四国アーキテクツが指定管理者として運営を行っていた。同社の解散に伴い、同年4月からは道の駅虹の森公園まつのと共に共立メンテナンスが指定管理者となっていたが、2017年3月までの契約期間を残し2016年3月末に撤退。町は暫定的に両施設の運営を第3セクター、町農林公社に委託。そして2017年2月からは、昨年11月の町長選で初当選した坂本浩町長を社長とする町出資の会社「まちづくり松野」を指定管理者にし、運営を委託している。
平成30年7月豪雨災害により、ホテルへのアクセス道である愛媛県道270号滑床松野線が通行止めとなり、ホテルは夏季シーズンの営業休止を余儀なくされた。2018年9月5日に町長が会見を行い、紅葉シーズンを迎える10月5日から営業を再開し、年内をもって無期限休業すると発表している。その後、町は別館の「森の国ロッジ」と共に民間への譲渡を決め2019年3月に公募を実施。町は譲渡先として、広島県のホテル運営会社「サン・クレア」を選定した。リニューアルを行い、2019年12月の開業予定となっている。

## その他
- 森の国ホテル支配人であった岡田春喜は、「地域のブランド化と広域連携を実現したＵターン実務家カリスマ」として、国土交通省から観光カリスマに選ばれている[7]。

## アクセス
- JR予土線松丸駅より車で約30分。